# Prix Teatro de Rojas
Les Prix Teatro de Rojas sont décernés par les spectateurs du Teatro de Rojas (es) qui reçoivent le programme chez eux, soit environ deux mille personnes.
Les prix Teatro de Rojas ont été créés en 1993 avec le double objectif de reconnaître les meilleures œuvres d'expression artistique dans les domaines de la musique, de la danse et du théâtre et de maintenir un canal de communication avec le public afin de connaître ses goûts et préférences en matière de création théâtrale.
Parmi les lauréats des dix-neuf éditions précédentes figurent de grands acteurs, actrices et réalisateurs tels que Amparo Rivelles, Lola Herrera, Mary Carrillo, María Isbert, Nuria Espert, Carlos Hipólito, Juan Echanove, Emilio Gutiérrez Caba, Javier Cámara, José María Pou, Adolfo Marsillach, Pilar Miró, Santiago Ramos, Natalia Millán, Luisa Martín, Juanjo Cucalón, Juan Mayorga et Fernando Conde.

## Éditions

### XIIIeédition (2004)[2]

#### Meilleure interprétation féminine
- Silvia Abascal pour Historia de una vida
- Berta Ojea pour El matrimonio secreto
- Resu Morales pour Las bicicletas son para el verano

#### Meilleure interprétation masculine
- Juanjo Artero pour Mirando hacia atrás con ira
- Fernando Aguado pour El lindo don Diego
- Fele Martínez pour Sueños de un seductor

#### Autres catégories
Dakota de Jordi Carcelén, as bicicletas son para el verano de Fernando Fernán Gómez, et Ni sombra de lo que fuimos d'Eusebio Calonge, sont les nommés pour le meilleur texte d'un auteur espagnol vivant.
Le prix de la meilleure mise en scène revient à Esteve Ferrer pour Dakota, Eva del Palacio pour El lindo don Diego et Carlos Aladro pour Garcilaso el cortesano ; tandis que les meilleurs spectacles de la saison seront Casse-Noisette du Ballet du Théâtre de l'Ermitage de Saint-Pétersbourg, La petite flûte enchantée du Teatro del Liceo et Garcilaso el cortesano du Teatro de la Abadía.
En outre, les nommés pour le meilleur spectacle pour enfants et familles sont Les étoiles du cirque chinois,  Les trois mousquetaires à la recherche de Dartañan, Flit et Flap sur la planète perdue.

### XIVe Édition (2005)[3]

#### Meilleure interprétation féminine
- Beatriz Carvajal pour Cuentos del Burdel

#### Meilleure interprétation masculine
- Rafael Álvares pour El caballero de la palabra

#### Meilleure mise en scène
- Isabel Coixet pour 84 Charing Cross Road

#### Meilleure performance théâtrale
- El Precio

#### Meilleur spectacle pour enfants et familles
- La Leyenda del Cascanueces de la Compañía Pantalla Interactiva

#### Meilleur texte d'un auteur espagnol vivant
- Cuentos del Burdel de Miguel Hermoso

### XVe Édition (2006)[4]

#### Meilleure interprétation féminine
- Beatriz Argüello pour El mágico prodigioso

### XVIème Édition (2007)[5]

#### Meilleure interprétation féminine
- María Pujalte pour La Méthode Grönholm

#### Meilleure interprétation masculine
- Josep María Pou pour La cabra o ¿quién es Sylvia?

#### Meilleure mise en scène
- Albert Boadella pour En un lugar de Manhattan

#### Meilleure performance théâtrale
- Concha Busto Producción y Distribución, pour Cyrano de Bergerac

#### Meilleur spectacle pour enfants et familles
- Dreams du Cirque Acrobatique National de Pékin

#### Meilleur texte d'un auteur espagnol vivant
- La méthode Grönholm de Jordi Galcerán

### XVIIe Édition (2008)[6],[7]

#### Meilleure interprétation féminine
- Carmen Machi pour «La Tortuga de Darwin »
- Natalia Millán pour El mercader de Venecia
- Marta Etura pour Hamlet

#### Meilleure interprétation masculine
- Toni Cantó pour Baraka
- Nacho Fresneda pour Don Juan Tenorio
- Fernando Conde pour El mercader de Venecia

#### Autres catégories
Les candidats pour la meilleure mise en scène sont Helena Pimenta pour La Noche de San Juan, Marta Angelat pour El enemigo de la clase et Santiago Sánchez pour Don Juan Tenorio, tandis que les nommés pour le meilleur théâtre vivant espagnol sont La Tortuga de Darwin, de Juan Mayorga, Yo no soy un Andy Warhol, d'Alfonso Plou et Por el ojo de la cerradura, de Llanos Campos.
Ceux qui ont été sélectionnés pour le meilleur spectacle de théâtre sont El enemigo de la Clases, par Entrecajas et Germinal Producciones ; El pintor de su deshonra, par la Compagnie nationale de théâtre classique ; et Hamlet, par le Centre des nouveaux créateurs.
Le meilleur spectacle de danse est attribué à La prima de Chita, de la compagnie Sol Picó ; Caprichos, golpes da la vida y cambalache du Ballet Nacional de España ; et Remansos, sin lo cual no y Gnawa, de la Compañía Nacional de Danza 2.
Pour la candidature du meilleur spectacle pour enfants et familles, Alicia atraviesa el espejo de la compagnie Réplika Teatro ; La Guerra del papel du Mimirichi Clown Teatro de Kiev ; et Azul o el Ritmo de la vida, de la compagnie Larumbe Danza ont été sélectionnés.
Pour cette dix-septième édition, qui coïncide avec la commémoration du 20e anniversaire de la création du Patronato Municipal de Teatro de Rojas et de sa réouverture après sa réhabilitation, le Patronato et son président ont décidé d'augmenter de trois le nombre de candidats, à savoir le meilleur spectacle d'opéra, de zarzuela et de comédie musicale ; et le meilleur spectacle de compagnies de Castille-La Manche.
Dans la première de ces catégories ont été sélectionnés : Tao, l'art martial de la percussion, par la compagnie Ópera 2001 ; Umoja, une comédie musicale d'Afrique du Sud, par la compagnie Art et Musique S.L. ; et Pagagnini par la compagnie Yllana et Ara Malikian.
Parmi les spectacles sélectionnés pour le meilleur spectacle par des compagnies de Castille-La Manche figurent Mujeres de sangre y aire de l'Armar Teatro ; Stelaluna du Mimán Teatro ; La verdad sospechosa de l'Eureka Teatro ; Los enredos de Scapín, de l'Algarabía Teatro ; El ladrón y la bailarina du Teatro Narea ; Por el Ojo de la cerradura, de la compagnie Falsaria de Indias.

### XVIIIe Édition (2009)[8],[9]

#### Meilleure interprétation féminine
- Muriel Sánchez pour La Estrella de Sevilla
- Luisa Martín pour «La Muerte y la Doncella »
- Ana Marzoa pour La Noche de la Iguana

#### Meilleure interprétation masculine
- Juanjo Cucalón pour La cena de los Generales
- Fernando Cayo pour La vie est un songe
- Antonio de la Torre pour La taberna fantástica

#### Autres catégories
La meilleure mise en scène sera attribuée à Ana Zamora pour El Auto de los Reyes Magos , Eva del Palacio pour El Sueño de una Noche de Verano et Miguel Narros pour La Cena de los Generales.
Le prix du meilleur texte d'un auteur espagnol vivant pourrait être La Cena de los Generales, de José Luis Alonso de Santos ; La Taberna Fantástica, d'Alfonso Sastre, et Rebeldías Posibles , de Luis García-Araus et Javier G. Yagüe.
Les nommés pour le prix du meilleur spectacle de théâtre sont El Auto de los Reyes Magos (Teatro de la Abadía et Nao d'Amores), Rigolleto (Ópera 2001) et Fuenteovejuna, de Lope de Vega, dirigé par Laurence Boswell, de la Fundación Siglo de Oro/ RAKATá ; et pour le meilleur spectacle de danse, Beethoven (Víctor Ullate Company) ; Giselle (Ballet Clásico de Cuba) et Noche Española (Danzarte Ballet Company, Laura Hormigón et Oscar Torrado).
Le meilleur spectacle pour enfants et familles sera l'un des trois suivants : El Circo de la Mujer Serpiente (Ananda Dansa) ; La Cigarra y la Hormiga (Markeliñe) et Los Músicos del Titanic (Teatro Che y Moche).

### XIXe Édition (2010)[1],[10],[11]

#### Meilleure interprétation féminine
- Clara Sanchís pour Próspero sueña Julieta
- Sílvia Marsó pour Casa de muñecas
- Nuria González pour Tres

#### Meilleure interprétation masculine
- Miguel Ángel Solá pour El placer de volver a verla
- Fernando Aguado pour El avaro
- Pepe Viyuela pour El pisito

#### Meilleure mise en scène
- Ricardo Iniesta pour Ricardo III
- Juan Carlos Pérez de la Fuente pour Angelina o el honor de un brigadier
- Pedro Olea pour el pisito

#### Autres catégories
Comme meilleur spectacle de théâtre de la saison, les Rojas ont distingué Ricardo III de l'Atalaya Teatro, tandis que le meilleur texte d'un auteur espagnol vivant est pour Próspero sueña Julieta de José Sanchis Sinisterra. Le prix du meilleur spectacle de danse de la saison a été attribué cette année à Café de Chinitas » du Ballet Nacional de España, et celui du meilleur spectacle pour enfants et familles à « Alice au pays des merveilles du Théâtre national de Prague. Quant au prix du meilleur spectacle des entreprises de Castille-La Manche, il a été décerné à Jácara y enredo para el Mesón de la Fruta de Toledo de Pícaros Ambulantes. Le prix sera remis à l'automne.

### XXème édition (2011)[12],[13],[14]

#### Meilleure interprétation féminine
- Gloria Muñoz pour Todos eran mis hijos
- Emma Suárez pour La averia
- Pepa Pedroche pour Macbeth

#### Meilleure interprétation masculine
- Carlos Hipólito pour Todos eran mis hijos
- Ramon Fontserè pour 2036. OMENA-G
- Francisco Negro pour El coloquio de los perros

#### Meilleure mise en scène
- Blanca Portillo pour La averia
- Claudio Hochman pour Lo fingido verdadero
- Claudio Tolcachir pour Todos eran mis hijos

#### Autres catégories (nommés)
Les nommés au prix du meilleur spectacle de la saison sont Todos eran mis hijos (Producciones Teatrales Contemporáneas), 2036. OMENA-G (Els Joglars) et La avería (Entrecajas Producciones Teatrales). Pour le meilleur spectacle de danse, Carmen (Ballet de Aída Gómez), Ballet Nacional de Cuba et Malandain Ballet de Biarritz. Sous mon lit, une étoile (Compagnie La Tirita de Teatro), Le Magicien d'Oz. El musical (Compagnie Mundi Artistas) et Nina Calcetina (Compagnie La Ratonera Teatro) concourent pour le meilleur spectacle pour enfants et familles.
Dans la catégorie de la meilleure écriture dramatique espagnole vivante, les pièces sélectionnées sont 9:30, de Patxi Amezcua ; La identidad de Polán, de Miguel Murillo Gómez, et Nadie lo quiere creer, d'Eusebio Calonge. Enfin, Lo fingido verdadero (compagnie La Máquina Real), Príncipe & Mendigo (compagnie Algarabía Teatro) et Así pasan los días (compagnie Mimán Teatro) concourent dans la catégorie du meilleur spectacle des compagnies de Castille-La Manche.

#### Autres catégories (gagnants)
Todos eran mis hijos, de Producciones Teatrales Contemporáneas, a été récompensé comme le meilleur spectacle de théâtre de la saison dans la ville de Tolède. Dans la section du meilleur spectacle de danse, le prix a été décerné à Carmen, du Ballet Aída Gómez, tandis qu'Eusebio Calonge a été récompensé dans la catégorie du meilleur texte dramatique espagnol vivant pour Nadie lo quiere creer.
Le Magicien d'Oz. El musical, de Mundi Artistas, a remporté le prix du meilleur spectacle pour enfants et familles et Príncipe & Mendigo, de Algarabía Teatro, le prix du meilleur spectacle des compagnies de Castille-La Manche.